# Willem van Outhoorn
Willem van Outhoorn (4 de mayo de 1635-27 de noviembre de 1720) fue gobernador general de las Indias Orientales Neerlandesas de 1691 a 1704. Nació y murió allí.

## Biografía
Willem van Outhoorn (o Oudthoorn ) nació el 4 de mayo de 1635 en Larike en la isla de Ambon de Indonesia . Su padre era un comprador de la Compañía Holandesa de las Indias Orientales (VOC). Fue enviado a Países Bajos para estudiar Derecho en la Universidad de Leiden . El 28 de noviembre de 1657 se licenció en Derecho.

### Carrera de gobierno
En 1659, van Outhoorn regresó a las Indias, empleado como Subcomprador. Debía permanecer en el Este por el resto de su vida. Incluso un viaje a la cercana Bantam era un viaje demasiado lejos para él. En 1662 se convirtió en miembro del Consejo de Justicia ( Raad van Justitie ) en Batavia . En 1672 se convirtió en Receptor General ( ontvanger-generaal ) y en 1673 se convirtió en Vicepresidente del Consejo de Justicia. En 1678 se le encargó una misión a Bantam y se convirtió en miembro extraordinario del Consejo Holandés de Indias . Fue nombrado Consejero titular, siendo confirmado en ese cargo en 1681. Se convirtió en presidente del Consejo de Justicia en 1682 y en 1689 en presidente del College van Heemraden (que se ocupa de los límites de las propiedades, las carreteras, etc. ). Ese mismo año fue nombrado Primer Consejero y director general de las Indias Orientales Neerladesas.
El 17 de diciembre de 1690, van Outhoorn fue nombrado gobernador general de las Indias Orientales Neerlandesas, sustituyendo a Johannes Camphuys el 24 de septiembre de 1691. Después de diez años, los Diecisiete Lores ( Heren XVII ) le concedieron el deseo de ser relevado honorablemente de sus funciones, pero fue el 15 de agosto de 1704 antes de que pudiera entregar todas sus funciones oficiales a su sucesora, Joan van Hoorn .
Solicitó que se le permitiera permanecer en su propiedad en las afueras de Batavia. Por lo general, tales solicitudes no estaban permitidas, por temor a que los gobernadores retirados interfirieran con el trabajo de sus sucesores. Sin embargo, debido a que estaba enfermo y tenía más de 70 años, le permitieron quedarse. Murió a los 85 años el 27 de noviembre de 1720 en Batavia.
Su mandato no estuvo marcado por muchos acontecimientos. Al final de su mandato, murió Amangkurat II Sultán de Mataram . Como la VOC no reconoció a su hijo como sucesor, estalló una larga guerra justo antes de que Van Outhoorn dejara el cargo. En 1693, los franceses invadieron Pondicherry . Durante su tiempo, se hicieron esfuerzos para establecer el cultivo de café en Java . La primera cosecha fracasó debido a las inundaciones, pero la siguiente cosecha tuvo más éxito.
Van Outhoorn no era un gobernante muy fuerte. La corrupción y el nepotismo, en los que también estuvo involucrado, se hicieron más flagrantes durante su tiempo. Su yerno Joan van Hoorn, casado con su hija Susanna, lo sucedió en el cargo de gobernador general.